# TARO MIZOTE
TARO MIZOTE（タロウ ミゾテ、1989年7月5日 - ）は、作曲家、編曲家、音楽プロデューサー。

## 来歴
17歳でミクスチャー・バンドのボーカルとして音楽活動を始め10代のうちにZepp Tokyoど様々な会場でのライブを経験し、所属バンドの解散をきっかけに編曲家としての活動を始める。
同時期に結成されたヒップホップ・グループHOODATにはビートメイカー兼DJとして参加し、2010年1月に代々木第二体育館で行われたBMX Flatland World Classic 2010ではスペシャル・パフォーマーとして出演・DJ KENTARO, HIFANA, HOODATの3組で会場を盛り上げ、同年12月には初の海外・シドニーでのLIVEも実現している。その後、SOLIDEMOのリーダーとして活動中のシュネルとビートメイカー兼ラッパーであるLo-jahと共に結成したKINGS KROSSでの活動を経て、2014年からは編曲家の他にレコーディング・エンジニアとしても活動を始める。
2015年7月　EDM専門配信サイトBeatportが世界規模で主催するリミックス・コンテストにて優勝。楽曲はアメリカのダンス・ミュージック専門レーベルCarrillo Music LLCより自身初となる全世界同時リリースとなる。 のちに同楽曲はCarrillo Music LLCのコンピレーション・アルバム「Recharger」にも再収録されることとなった。
2019年4月　Hiroki Sagawa・鈴木まなかが設立した音楽制作会社「Relic Lyric」と専属契約を交わす。

## 提供・参加作品
- 五十音順：特記のないものは編曲のみ

ア行
- イズミフミ
  - 「夏の悪魔」
  - 「SPY」
  - 「silent cry」
  - 「ダイキライダヨベイビーボーイ」
  - 「DIAMOND GIRL」
  - 「FIGHTING LOVE」
  - 「New color」
  - 「蜜の味」
  - 「Odore Groovy Night」
  - 「Summer Paradise」
  - 「Lonely Hungry」
  - 「Hold On, Pain Ends」
- 浦田直也
  - 「UNTITLED -introduction-」（作曲・編曲）
- lol
  - 「BURN」（作曲・編曲）
- EMPTYLOT
  - 「トーキョーSNOWMAN」（作曲・編曲）
  - 「134」（作曲・編曲）
  - 「All night long」（作曲・編曲）
  - 「HOW FREAK I AM」（作曲・編曲）
  - 「UNKNOWN」（作曲・編曲）
  - 「NO SKIP」（作曲・編曲）
  - 「GHOST」（作曲・編曲）
  - 「HELP」（作曲・編曲）
  - 「DEFINITION」（作曲・編曲）
  - 「DAWN」（作曲・編曲）
  - 「HEAVEN」（作曲・編曲）

サ行
- ジャニーズWEST
  - 「エゴと一途」
- Junky Pop
  - 「ユメツボミ」（作曲・編曲）
  - 「きっと君はまだ知らない」（作曲・編曲）
  - 「stand by」（作曲・編曲）
  - 「完璧じゃない僕ら」（作曲・編曲）
- Snow Man
  - 「HELLO HELLO」（作曲・編曲） 
ラウール主演 映画『ハニーレモンソーダ』主題歌
  - 「P.M.G. (深澤辰哉 / 向井康二 / 宮舘涼太)」（作曲・編曲）
  - 「キッタキッテナイ」（作曲・編曲）
  - 「Luv Classic」（作曲・編曲） 
モスフードサービス「モスバーガー」2202年冬キャンペーンCMソング
- SOARA
  - 「Now or Never feat. KEN THE 390」（作曲・編曲）
  - 「All Of My Life」（作曲・編曲）
- SOLIDEMO
  - 「＃シェアハピ」（作曲・編曲）

タ行
- Da-iCE
  - 「スターマイン」（作曲・編曲）
日本テレビ系『スッキリ』2022年10月エンディングテーマ
日本テレビ系『それって!?実際どうなの課』2022年10月エンディングテーマ
札幌テレビ『真夜中のイイね♡』2022年11月エンディングテーマ
  - 「H?NTO」

ハ行
- BXW
  - 「In The End」（作曲・編曲）
マガツノート陣営イメージソング

マ行
- MindaRyn
  - 「COLORS (English Version)」
MBS・TBS系アニメ『コードギアス 反逆のルルーシュ』前期オープニングテーマ・FLOW「COLORS」の英訳詞によるカバー
- ミュージカル『刀剣乱舞』
  - 「SUPER DUPER DAY」（作曲・編曲）
ミュージカル『刀剣乱舞』 ～江水散花雪～
  - 「STARTING NOW」（作曲・編曲）
ミュージカル『刀剣乱舞』 〜真剣乱舞祭2022〜
  - 「DARA DARA DANCE」（作曲・編曲）
ミュージカル『刀剣乱舞』 〜鶴丸国永 大倶利伽羅 双騎出陣〜
  - 「VIVA CARNIVAL」（作曲・編曲）
ミュージカル『刀剣乱舞』 江 おん すていじ ～新編 里見八犬伝～
  - 「IGNITION」（作曲・編曲）
ミュージカル『刀剣乱舞』 ～花影ゆれる砥水～

ラ行
- Rei©︎hi
  - 「UCHIRA」（作曲・編曲）
TBS系『CDTVサタデー』2020年8月オープニングテーマ

ワ行
- わーすた
  - 「Do on Do 〜坊っちゃんいっしょに踊りゃんせ〜」（作曲・編曲）
  - 「べちょべちょパンケーキ? feat.そこの君。a.k.a.ヲタ」（作曲・編曲）